# Ї
Ї, ї — тринадцята літера української абетки. За конфігурацією трохи видозмінена кирилична і. Цю літеру називають як іменник середнього роду: «велике Ї», «мале ї». У писемностях на основі латинського алфавіту таких мов, як африкаанс, валлійська, галісійська, каталонська, нідерландська, південносаамська, французька й, спорадично, англійська та турецька, вживають майже ідентичну графічно літеру Ï, ï — i з тремою (наприклад, англ. naïve ([nɑːˈiːv] або [naɪˈiːv]; кат. Ucraïna; нід. Oekraïne, нід. вимова: [ukraːˈinə]; фр. maïs, фр. вимова: [ma.is]).
Позначає йотовані голосні звуки /ji/(йі) та /jɪ/ (йи), трапляється на початку слів, після голосних, знака м'якшення й апострофа.

## Історія
Створена за зразком кириличної літери і, яка поряд з літерою и у давньоруській і староукраїнській писемностях позначала звук [i]. У зв'язку з наявністю різних писемних шкіл і типів письма (устав, півустав, скоропис) ї вживалася у кількох варіантах, що допомагає визначити час і місце написання пам'яток. У XVI столітті, крім рукописної, з'явилася друкована форма літери.
У сучасному значенні літеру вперше вжито 1874–1875 у «Записках Південно-Західного відділення» Російського географічного товариства у Києві. Згодом її вжив Євген Желехівський у своєму Українсько-німецькому словнику (1885–86).
В українській (особливо західній орфографії, наприклад у желехівці) кінця XIX — початку XX століття літера ї використовувалася також для позначення «сильно пом'якшеного» [і] після м'яких зубних приголосних д, т, з, ц, с, л, н, часто позначаючи в цих місцях звук [і], що розвинувся з ятя (хліб, дід, нині, цілий).
Використовування літер ї і і для передачі етимологічних [ě]/[e] і [o] відповідно уможливлювало розрізняти слова, що в сучасному написанні стали омографами : дїл (< *dělъ, родовий відмінок множини від діло) проти діл (< dolъ, «долина»), тїк (< *teklъ, минулий час від текти) проти тік (< *tokъ, «тік»)
Але оскільки на сході Україні відмінність між цим звуком і «звичайним» [і] зменшилася, вже Грінченко у своєму Словарі української мови відмовився від такого вжитку літери ї, і це вплинуло на зникнення цієї відмінності й на заході України. Таку відмову зафіксував Український правопис 1921 року.

## Використовування
У сучасній українській мові літерою ї позначають сполучення звуків й+і та й+и, вживають на початку, в середині та в кінці слів: їсти, поїзд, солов'їний, свої, Україна.

### Походження звукосполучення
В українській мові сполучення ji (літера ї) може мати різне походження.
- Від праслов'янського *ě («ятя»): їхати, їзда, доброї, у міжгір'ї.
- Від *ě, що замінив раніший *i (свої, мої).
- Від «нового ятя», якщо він з'явився на місці йотованого «е»: їжак, Київ, моїм
- Від праслов'янського *ja: їсти, їжа. У східнослов'янських мовах *ja дав *ě Характерним для йотованого [i] було те, що він не перейшов у [ɪ].[джерело?] (ядро?) (д.-рус. ѣсти), а в південнослов'янських — *ja (староцерк.-слов. іасти). Слід зауважити, що в староцерковнослов'янській мові звуки *ě і *ja були настільки близькі за артикуляцією, що в глаголиці їх позначали тим самим знаком.
- Від праслов'янського *ji, зазвичай на стиках морфем: строїти, стоїть (прасл. strojiti, stojitь). У староцерковнослов'янській і давньоруській писемностях йотований характер [i] не передавався, бо той був дуже близьким за артикуляцією до нейотованого (д.-рус. строити, стоить). Характерним для йотованого [i] було те, що він не перейшов у [ɪ].[джерело?]
- На стиках морфем у пізнішому словотворі: Україна (прасл. *krajь + *in; край + ина)
- У запозиченнях — якщо оригінальний і стоїть після голосних (наївний, маїс), а також після м'якого знака або апострофа (Ільїн, Медельїн)

### Інше використання
Нині використовується також при класифікаційних позначеннях і означає «тринадцятий». При цифровій нумерації вживається як додаткова диференційна ознака, коли ряд предметів має такий самий номер: шифр № 8-ї.

Літера — Ї

## Літера Ї в інших кириличних абетках
У староцерковнослов'янській і давньоруській абетках Ї виступає поряд із І під назвою «іжеї».
Наприкінці XVIII століття Досітей Обрадович запровадив літеру ї в сербській писемності на позначення звука [j] (що відповідає українській й). Однак, 1814 року Вук Караджич відмовився від цього нововведення й натомість запропонував літеру ј. 1818 року правопис Караджича зафіксував цю пропозицію.
Від найдавніших часів до початку XIX століття букву ї вживали в російській писемності. Прикладом може слугувати видане 1762 року «Подземное путешествіе Николая Клима» — російський переклад твору Людвіга Гольберга.

## Таблиця кодів
| Кодування           | Регістр | Десятковий код | 16-ковий код | Вісімковий код | Двійковий код                       |
| ------------------- | ------- | -------------- | ------------ | -------------- | ----------------------------------- |
| Юнікод (монолітний) | Мала    | 1111           | 0457         | 002127         | 00000100 01010111                   |
| Юнікод (монолітний) | Велика  | 1031           | 0407         | 002007         | 00000100 00000111                   |
| Юнікод (розклад)    | Мала    | 72745736       | 0456 0308    | 00425401410    | 00000100 01010110 00000011 00001000 |
| Юнікод (розклад)    | Велика  | 67502856       | 0406 0308    | 00401401410    | 00000100 00000110 00000011 00001000 |
| ISO 8859-5          | Мала    | 247            | F7           | 367            | 11110111                            |
| ISO 8859-5          | Велика  | 167            | A7           | 247            | 10100111                            |
| KOI-8               | Мала    | 167            | A7           | 247            | 10100111                            |
| KOI-8               | Велика  | 183            | B7           | 267            | 10110111                            |
| Windows-1251        | Мала    | 191            | BF           | 277            | 10111111                            |
| Windows-1251        | Велика  | 175            | AF           | 257            | 10101111                            |

У HTML велику літеру Ї можна записати як & #1031; або & #x407;, а малу ї — як & #1111; або & #x457;.
У кириличній не українській розкладці клавіатури символ Ї викликають затисненою клавішею Alt з набором Num-цифр 0175, символ ї — комбінацією Alt+0191.

## Цікаві факти
- 21 лютого 2013 року, до Міжнародного дня рідної мови, в Рівному встановили знак на честь літери «Ї» і в її формі, виготовлений із дерев'яної основи і обтягнений лляною тканиною. Його висота становила 3,6 метра[5].
- На початку вересня 2022 року літера «Ї» стала символом спротиву в тимчасово захопленому російськими військами Маріуполі.[6]